# Макула (планетная номенклатура)
Макула, иногда пятно (лат. Macula — пятно, мн. ч. Maculae) — термин, используемый в планетной номенклатуре для наименования сравнительно небольших тёмных областей на поверхности планет и спутников. Введён в пользование после обнаружения таких объектов на детальных снимках поверхности Европы. В русских названиях это слово, как и другие родовые термины, пишется с маленькой буквы, а в латинских (которые используются и в английском языке) — с большой.
Природа разных макул различная, поскольку этот термин, как и другие термины планетной номенклатуры, описывает только внешний вид объекта и ничего не говорит о его происхождении. Он даже не всегда означает тёмный цвет в видимом диапазоне: макулы Титана выделены по инфракрасному и радарному альбедо.
По состоянию на 2018 год названия с термином Macula или Maculae есть на Марсе, Европе, Титане и Тритоне.
Макулы на разных небесных телах называют по-разному:
- на Марсе — именами соседних деталей альбедо на картах Джованни Скиапарелли или Эжена Антониади;
- на Европе — именами мест, связанных с мифом о Европе;
- на Титане — в честь богов счастья, мира и гармонии из верований разных народов;
- на Тритоне — различными названиями, связанными с водой, кроме греческих и римских.

## Список макул
| Макулы на Европе: - Boeotia Macula - Castalia Macula - Cyclades Macula - Thera Macula - Thrace Macula | Макулы на Титане: - Макула Ганеши - Макула Омакатля - Макула Полазника - Макула Полели - Макула Эйр - Макула Элпис | Макулы на Тритоне - Akupara Maculae (итал.) - Doro Macula (итал.) - Kikimora Maculae (итал.) - Namazu Macula (итал.) - Rem Maculae (итал.) - Viviane Macula (итал.) - Zin Maculae (итал.) |  |